# Верещагины
Верещагины - древний русский дворянский род.
В древнем дворянстве утверждены Герольдией две ветви Верещагиных:
1. Происходящая от испомещенного (1628) Михаила Ивановича Верещагина и записанная в VI часть родословной книги Курской губернии;
2. Потомки Василия и Григория Степановичей Верещагиных (1660) и записанная в VI часть родословных книг Воронежской и Тульской губерний.

По определению дворянского собрания ( 20 ноября 1795), утверждённому указом Правительствующего Сената Герольдии  (20 января 1849, за № 71) внесены в дворянскую родословную книгу Верещагин Василий Матвеевич — премьер-майор, его сыновья Алексей и Василий, внуки: Николай, Василий, Михаил, Сергей и Наталья Васильевичи.
В архивном фонде Череповецкой уездной земской управы Верещагины значатся в списках дворян (потомственных и личных), имевших право участвовать в съезде мелких землевладельцев и избираться в земское собрание, а также уездными земскими гласными по Череповецкому уезду (1890—1891).

## Происхождение фамилии
Фамилия образована от прозвища Верещага. Так в старину называли говоруна, а также ворчуна или бранчивого, сварливого человека. Можно предположить, что родоначальник Верещагиных был говоруном, балагуром или просто не сдержанным в речах и эмоциях человеком, за что и получил своё прозвание. Более древние значение прозвища Верещага - Врещъ Ага. Слово Врещъ в древности означало время. На сегодняшний день сохранилось как обозначение времени в болгарском языке. Слово врещъ (время) сохранилось в украинском языке в словах нарешті  (укр.) - наконец-то (рус.) и врешті-решт (укр.) -  в конце концов (рус.). Слово Ага имело два значения: старейшина и надсмотрщик. Позже осталось в некоторых языках в виде уважительной слова приставки господин. Первоначальное значение прозвища Верещага - Старейшина Времени, Надсмотрщик Времени, то есть Хранитель Времени. Этим прозвищем называли древних жрецов старащ непреклонных на некоторых святилищах пращуров.
В Смоленском госархиве есть запись, что дворянский род Верещагиных пошёл в России от польского дворянина Верещаки, во времена владения Речью Посполитой землями, вошедшими позднее в Российскую Смоленскую губернию и оставшиеся на этой земле польские дворяне Верещаки автоматически перешли в Российское подданство и изменили свою фамилию на русский манер - Верещагины... Последний "настоящий" дворянин Владимир Семёнович Верещагин был расстрелян в 1937 году, просто за то, что был дворянином... Реабилитирован сразу после ВОВ...

## История рода
По опричнине казнён сотник Пётр Верещагин (1570). Опричником Ивана Грозного числился Иван Никитич Верещагин (1573). Никита Никитич по прозванию Басёнок государев дьяк (1581), был на съезде с Литовскими послами.
Иван и Товлей (Тафей) Юрьевичи и Григорий получили грамоты Сигизмунда III на поместья и вотчины в Смоленском уезде (1610). Тафей Юрьевич убит при осаде Смоленска (1634), его жена Настасья была в польском плену (1613). Лукьян Верещагин послан для науки в Венецию (1698).
Трое представителей рода владели населёнными имениями (1699).

## Сибирский дворянский род Верещагиных
Сибирские Верещагины возведены в дворянство в Тобольской губернии за общественно-полезную деятельность в XIX веке. Состояли на общественных и государственных должностях, купечестве. До начала XX века некоторые представители дворян Верещагиных проживали в городе Таре.

## Описание герба
Герб надворного советника Михаила Гавриловича Верещагина: в лазоревом щите два серебряных, накрест положенных меча (польский герб Пелец), сопровождаемых в главе золотым крестом.
Щит украшен дворянскими шлемом и короной. Нашлемник: две руки в лазоревом одеянии, держащие золотой крест. Намёт лазоревый с серебром.
Герб внесён в Часть 3 № 31. Сборника дипломных гербов Российского дворянства не внесённых в ОГДР.

## Известные представители
- Верещагин Григорий — стряпчий Земского приказа (1655).
- Верещагин Иван Васильевич — дьяк (1692), потомство его внесено в родословную книгу Тульской губернии.
- Верещагин Иван Андрианович — стольник Петра I Алексеевича.

## Череповецкий дворянский род Верещагиных
В ревизской сказке Череповецкого уезда Новгородской губернии (1834-1836) во владении отставного полковника и кавалера Алексея, титулярного советника Василия и дочери коллежского асессора девицы Натальи Васильевой Верещагиных значатся: 349 душ дворовых людей мужского пола и 374 души женского пола в селах — Любец, Ольхово, деревнях — Пертовка, Вичалово, Раменье, Урывково, Семенково, Пулово, Ольхово, Горлово.
Для хранения запасов хлеба они начинают строить (1837) в Череповце «магазейну», так как хозяйства, находившиеся в их владении, в основном занимались выращиванием зерновых культур.
Согласно ревизской сказке (1861) Василий Верещагин владел: деревней Пертовка Любецкой волости в составе 21 двора, где проживало 70 душ крестьян мужского пола и 74 женского пола, в селе Ольхово (центр волостного правления) — 21 двором, где проживало 58 душ крестьян мужского пола и 63 женского пола, деревней Горлово в составе 5 дворов, где проживало 19 душ крестьян мужского пола и 13 душ — женского пола, деревней Ольхово в составе 9 дворов, где проживало 19 душ крестьян мужского пола и 17 душ — женского пола.
Брат художника В. В. Верещагина, череповецкий помещик, коллежский регистратор Михаил Васильевич Верещагин подал документы на постройку в Череповце деревянного дома на каменном буте (1876).
В семье Череповецкого уездного предводителя дворянства (1842-1844) В.В. Верещагина родилось 11 детей, но четверо из них умерло в детском возрасте.  И, если про Сергея Васильевича, адъютанта Скобелева во время Русско-Турецкой войны, ещё вспоминают, то остальные дети (Михаил, Алексей, Мария),  остались в тени своих знаменитых братьев.    

### Наиболее известные представители ветви
- Верещагин Александр Васильевич (1850—1909) — писатель, генерал-лейтенант Русской армии
- Верещагин Василий Васильевич (1842—1904) — художник, литератор, путешественник.
- Верещагин Николай Васильевич (1839—1910) — российский общественный деятель, создатель новой отрасли русского «масло- и сыроделия», инициатор крестьянского «артельного маслоделия».